# USS Ozbourn (DD-846)
USS Ozbourn (DD-846) là một tàu khu trục lớp Gearing được Hải quân Hoa Kỳ chế tạo vào giai đoạn cuối Chiến tranh Thế giới thứ hai. Nó là chiếc tàu chiến duy nhất của Hải quân Mỹ được đặt theo tên Binh nhì Thủy quân Lục chiến Joseph W. Ozbourn (1919–1944), người đã tử trận trong trận Tinian và được truy tặng Huân chương Danh dự. Hoàn tất khi chiến tranh đã sắp kết thúc, con tàu tiếp tục phục vụ trong giai đoạn Chiến tranh Lạnh, Chiến tranh Triều Tiên và Chiến tranh Việt Nam cho đến năm 1975. Nó bị bán để tháo dỡ cùng năm đó. Ozbourn được tặng thưởng hai danh hiệu Đơn vị Tuyên dương Tổng thống Hàn Quốc do thành tích phục vụ trong Chiến tranh Triều Tiên.

## Thiết kế và chế tạo
Ozbourn được đặt lườn tại xưởng tàu của hãng Bath Iron Works Corp. ở Bath, Maine vào ngày 16 tháng 6 năm 1945. Nó được hạ thủy vào ngày 22 tháng 12 năm 1945; được đỡ đầu bởi bà Joseph W. Ozbourn, vợ góa Binh nhì Ozbourn, và nhập biên chế vào ngày 5 tháng 3 năm 1946 dưới quyền chỉ huy của Hạm trưởng, Trung tá Hải quân Bernard A. Smith.

## Lịch sử hoạt động

### 1946 - 1950
Sau khi hoàn tất việc chạy thử máy, Ozbourn trình diện tại San Diego, California vào tháng 8 năm 1946 để phục vụ cùng Hạm đội Thái Bình Dương. Nó cùng Đội khu trục 171 khởi hành từ San Diego vào ngày 6 tháng 1 năm 1947 cho một lượt hoạt động tại Viễn Đông, và quay trở về vào tháng 10. Nó lại được cử sang khu vực Tây Thái Bình Dương từ ngày 1 tháng 10 năm 1948, nhưng lượt phục vụ bị cắt ngắn vào ngày 24 tháng 11 sau khi nó mắc tai nạn va chạm với tàu khu trục chị em Theodore E. Chandler (DD-717). Cho dù vụ tai nạn đã khiến hai thành viên thủy thủ đoàn thiệt mạng, các đội kiểm soát hư hỏng đã cứu được con tàu, và nó quay trở về Xưởng hải quân Long Beach để sửa chữa. Trong năm 1949 và đầu năm 1950, con tàu được đại tu, hoạt động huấn luyện học viên sĩ quan cùng tham gia nhiều cuộc tập trận, bao gồm cuộc thử nghiệm tên lửa điều khiển phối hợp cùng Norton Sound.

### Chiến tranh Triều Tiên
Sau sự kiện quân đội Bắc Triều Tiên bất ngờ vượt vĩ tuyến 38 tấn công xuống lãnh thổ Nam Triều Tiên vào ngày 25 tháng 6 năm 1950, khiến Chiến tranh Triều Tiên nổ ra, Ozbourn gia nhập Lực lượng Đặc nhiệm 77 để hoạt động tại vùng chiến sự. Nó đã tham gia cuộc đổ bộ lên Inchon, hoạt động phong tỏa Wonsan cũng như hỗ trợ các hoạt động không kích các mục tiêu dọc bờ biển. Vào tháng 2 năm 1951, bất chấp bị bắn trúng hai phát đạn pháo trực tiếp cùng nhiều phát suýt trúng, nó đã thả thuyền máy để cứu vớt một phi công bị bắn rơi trong phạm vi một bãi thủy lôi. Con tàu đã hai lần được tặng thưởng danh hiệu Đơn vị Tuyên dương Tổng thống Hàn Quốc.
Ozbourn quay trở về San Diego để sửa chữa và đại tu trước khi quay trở lại vùng chiến sự, và sau một giai đoạn ngắn hoạt động cùng Lực lượng Đặc nhiệm 95 tại khu vực Wonsan, nó gia nhập trở lại Lực lượng Đặc nhiệm 77 vào tháng 7 năm 1952. Chỉ trong vòng một thời gian ngắn nó đã cứu vớt 18 người từ tàu sân bay Boxer (CVA-21) phải nhảy xuống nước do một tai nạn hỏa hoạn, rồi cứu vớt ba phi công từ tàu sân bay USS Essex. Trong hai năm tiếp theo, chiếc tàu khu trục thường xuyên được cử sang phục vụ cùng Đệ Thất hạm đội luân phiên với những giai đoạn huấn luyện và bảo trì tại khu vực San Diego.

### 1956 - 1964
Trong giai đoạn từ năm 1956 đến năm 1964, Ozbourn tiếp tục một nhịp điệu hoạt động trong thời bình, xen kẻ những giai đoạn được đại tu, huấn luyện, tập trận và viếng thăm nhiều cảng tại bờ biển Thái Bình Dương và Australia, với những lượt được phái sang hoạt động cùng Đệ Thất hạm đội tại khu vực Tây Thái Bình Dương. Con tàu trải qua một đợt nâng cấp trong khuôn khổ Chương trình Hồi sinh và Hiện đại hóa Hạm đội I (FRAM: Fleet Rehabilitation and Modernization), nơi nó được sửa chữa và nâng cấp để kéo dài vòng đời hoạt động thêm 10 đến 20 năm, đồng thời nâng cao năng lực tác chiến; công việc hoàn tất vào tháng 12 năm 1961. Con tàu đã tham Đội đặc nhiệm 10 để trình diễn việc phóng tên lửa chống ngầm RUR-5 ASROC vào ngày 6 tháng 6 năm 1963 dưới sự thị sát của Tổng thống John F. Kennedy bên trên tàu sân bay Kitty Hawk (CV-63).

### Chiến tranh Việt Nam
Trong lượt biệt phái sang khu vực Tây Thái Bình Dương vào năm 1964, Ozbourn đã khởi hành đi Trân Châu Cảng vào ngày 8 tháng 7, nơi nó gia nhập Đội khu trục 233 và Đội đặc nhiệm Chống ngầm 1. Từ căn cứ Yokosuka, Nhật Bản, Đội chống ngầm 1 lên đường hướng sang biển Đông, sau khi xảy ra Sự kiện Vịnh Bắc bộ do đụng độ giữa các tàu phóng lôi của Bắc Việt Nam với tàu khu trục Maddox (DD-731). Sau khi phục vụ hộ tống chống tàu ngầm cho Lực lượng Đặc nhiệm 77 và tham gia các hoạt động trình diễn vũ khí hải quân mới, chiếc tàu khu trục quay trở về căn cứ Long Beach, California.
Sau một giai đoạn bảo trì, sửa chữa và huấn luyện tại chỗ dọc theo vùng bờ Tây, Ozbourn khởi hành vào ngày 20 tháng 8, 1965 cho một lượt biệt phái hoạt động khác tại khu vực Tây Thái Bình Dương. Nó được phối thuộc cùng Đội đặc nhiệm 77.6, và đã hỗ trợ hải pháo cho cuộc chiến trên bộ tại các khu vực trách nhiệm của Quân đoàn III và Quân đoàn IV ở Nam Việt Nam.
Từ tháng 7, 1966, Ozbourn bắt đầu một lượt phục vụ kéo dài hai năm cùng Đệ Thất hạm đội trong thành phần Hải đội Khu trục 9. Phần lớn thời gian được nó dành cho hoạt động tại vùng chiến sự, hỗ trợ cho lực lượng Nam Việt Nam cũng như bắn phá các tuyến đường giao thông và tiếp liệu của đối phương tại Bắc Việt Nam. Chiếc tàu khu trục bị hỏa lực đối phương bắn trúng vào các ngày 25 tháng 3 và 4 tháng 12, 1967, nhưng vẫn tiếp tục làm nhiệm vụ. Nó quay trở về Long Beach vào ngày 6 tháng 9, 1968 và tiếp tục hoạt động thường lệ tại chỗ, xen kẻ với những chuyến đi đến Portland, Oregon và San Diego trong một năm tiếp theo.
Vào ngày 26 tháng 9, 1969, Ozbourn cùng Đội khu trục 92 khởi hành từ Long Beach cho một lượt biệt phái hoạt động kéo dài sáu tháng tại khu vực Tây Thái Bình Dương. Sau khi ghé qua Yokosuka để sửa chữa và tiếp liệu, nó đi đến Đà Nẵng vào ngày 24 tháng 10 để làm nhiệm vụ bắn hải pháo hỗ trợ. Hoạt động tại khu vực trách nhiệm của Quân đoàn I trong một tháng tiếp theo, nó đã bắn 6.569 quả đạn pháo 5-inch xuống các mục tiêu đối phương; và trong thời gian còn lại của đợt hoạt động, nó thực hành chống tàu ngầm ngoài khơi Okinawa, đảm nhiệm vai trò cột mốc radar canh phòng trong biển Nhật Bản, phục vụ canh phòng máy bay cho các tàu sân bay tại trạm Yankee, cũng như viếng thăm các cảng Sasebo, Nhật Bản và Bangkok, Thái Lan. Nó rời Yokosuka vào ngày 17 tháng 3, 1970 để quay trở về Hoa Kỳ.
Sau khi về đến Long Beach vào ngày 1 tháng 4, Ozbourn trải qua một đợt đại tu kéo dài hai tháng và bảo trì cặp bên mạn tàu tiếp liệu khu trục Isle Royal (AD-29). Vào ngày 19 tháng 6, nó đón lên tàu những học viên sĩ quan cho một chuyến đi thực tập mùa hè, vốn đã đưa họ đến San Francisco; Everett, Washington và Trân Châu Cảng; chuyến đi kết thúc vào ngày 5 tháng 8. Con tàu được bảo trì tại Xưởng hải quân Long Beach trước khi tham gia một cuộc tập trận hạm đội, rồi tiếp tục được bảo trì và tiếp liệu tại Long Beach trong suốt tháng 10 nhằm chuẩn bị cho lượt hoạt động tiếp theo. Nó lên đường vào ngày 13 tháng 11 cho lượt hoạt động tiếp theo tại khu vực Tây Thái Bình Dương. Con tàu tham gia cuộc Tập trận Aswex 66-70 chống tàu ngầm từ ngày 10 đến ngày 15 tháng 12, và thực hành tác xạ từ ngày 18 đến ngày 21 tháng 12. Nó trải qua kỳ nghỉ lễ Giáng sinh tại cảng Cao Hùng, Đài Loan trước khi gặp gỡ tàu sân bay Hancock (CVA-19) tại trạm Yankee vào dịp năm mới 1 tháng 1, 1971.
Ozbourn trải qua nữa đầu tháng 1 hoạt động tại Trạm Yankee, rồi được nghỉ ngơi một tuần tại và một tuần bảo trì tại vịnh Subic, Philippines. Nó lên đường vào ngày 1 tháng 2 để hướng đến Đà Nẵng, làm nhiệm vụ bắn hải pháo hỗ trợ dọc bờ biển Nam Việt Nam. Sau đó nó chuyển sang phục vụ canh phòng máy bay cho các tàu sân bay tại Trạm Yankee, và nhiệm vụ tìm kiếm và giải cứu (SAR) ngoài khơi Bắc Việt Nam. Vai trò chính của chiếc tàu khu trục là xác định tung tích các tàu nổi không rõ nhận dạng, và sẵn sàng để trợ giúp trong những trường hợp máy bay bị bắn rơi trong vịnh Bắc Bộ.
Vào tháng 3, Ozbourn được bảo trì và tiếp liệu tại vịnh Subic trước khi tiếp nối vai trò canh phòng máy bay tại Trạm Yankee, và đảm trách thêm nhiệm vụ tuần tra PIRAZ (Positive Identification and Radar Advisory Zone: Khu vực Nhận dạng và Tư vấn Radar Chủ động). Nó rời Trạm Yankee vào ngày 1 tháng 4 để áp sát bờ biển Việt Nam, hoạt động hỗ trợ hải pháo kéo dài trong ba tuần, bắt đầu tại vùng trách nhiệm của Quân đoàn III và kết thúc tại khu phi quân sự. Con tàu có một chặng dừng ngắn tại vịnh Subic trước khi cùng tàu khu trục De Haven (DD-727) khởi hành vào ngày 25 tháng 4 cho hành trình quay trở về Hoa Kỳ; nó về đến Long Beach vào ngày 13 tháng 5. Trong lượt phục vụ kéo dài sáu tháng tại Viễn Đông, chiếc tàu khu trục đã di chuyển một quãng đường 41.000 nmi (76.000 km), tiếp nhiên liệu trên đường đi 44 lần và tiêu thụ khoảng 2.653.279 gal Mỹ (10.043,75 m3) nhiên liệu; nó cũng đã bắn tổng cộng khoảng 3.850 quả đạn pháo 5 inch.
Đội khu trục 92, mà Ozbourn là một thành viên, bị giải thể vào ngày 15 tháng 6; con tàu được điều sang Hải đội Khu trục 19, nhưng tiếp tục đặt cảng nhà tại Long Beach. Đến ngày 17 tháng 6, nó đón lên tàu 25 học viên sĩ quan cho một chuyến đi thực tập mùa Hè kéo dài sáu tuần, đưa họ đến các vùng biển Nam California, San Francisco và Puget Sound. Nó được chào đón nồng nhiệt khi ghé lại cảng Tacoma, Washington trong bốn ngày trước khi hướng sang Trân Châu Cảng, và cuối cùng quay trở về Long Beach vào ngày 4 tháng 8. Con tàu ở lại cảng Long Beach cho đến ngày 20 tháng 9, khi nó chuẩn bị cho đợt đại tu tiếp theo trong Xưởng hải quân Long Beach; công việc trong xưởng tàu mất bốn tháng, kéo dài cho đến ngày 18 tháng 1, 1972.
Vào ngày 1 tháng 2, 1972, sau khi hoàn tất việc đại tu, Ozbourn trình diện để phục vụ cùng Tư lệnh Đội huấn luyện Hạm đội Thái Bình Dương, và đã hoạt động huấn luyện ôn tập trong sáu tuần. Nó quay trở về Long Beach vào ngày 15 tháng 3 cho một lượt nghỉ ngơi ngắn trước khi được biệt phái sang khu vực Tây Thái Bình Dương. Con tàu được phối thuộc cùng Đệ Thất hạm đội tại Viễn Đông, phải lên đường trước kế hoạch một tháng khi chỉ được báo trước ngắn hạn, nhằm tăng cường cho lực lượng hải quân trong vịnh Bắc Bộ để đối phó với việc cường độ chiến tranh leo thang nhanh tại Việt Nam. Sau khi rời Long Beach, nó cùng một đồng đội của Hải đội Khu trục 19, tàu khu trục Eversole (DD-789), gặp gỡ tàu sân bay Midway (CVA-41) trên đường đi để cùng hướng đến vịnh Subic, Philippines. Chuyến đi không dừng nghỉ này được hỗ trợ bằng cách tiếp nhiên liệu trên đường đi bởi Midway, và bởi một tàu chở dầu trong một dịp khác.
Sau một chặng dừng tại vịnh Subic để bảo trì trong các ngày 24 và 25 tháng 4, Ozbourn rời vùng biển Philippines vào ngày 26 tháng 4, cùng với Eversole hộ tống cho Midway đi đến một địa điểm ngoài khơi bờ biển Nam Việt Nam. Chiếc tàu khu trục đi vào vùng chiến sự vào ngày 30 tháng 4, phối hợp hỗ trợ cùng các phi vụ không kích xuất phát từ Midway xuống các mục tiêu tại Nam Việt Nam. Đến ngày 1 tháng 5, nó đi lên phía Bắc để phối hợp cùng tàu tuần dương Chicago (CG-11) tuần tra và hoạt động tìm kiếm và giải cứu (SAR) trong vịnh Bắc Bộ. Đang khi hộ tống cho chiếc tàu tuần dương, chiếc tàu khu trục có nhiệm vụ xác định tung tích các tàu nổi không rõ nhận dạng, và sẵn sàng để trợ giúp trong những trường hợp máy bay bị bắn rơi.
Ozbourn rời khu vực vịnh Bắc Bộ vào ngày 19 tháng 5, 1972 để áp sát bờ biển Nam Việt Nam, tại một vị trí về phía Đông Nam Đà Nẵng. Nó hoạt động hỗ trợ hải pháo cho trận chiến trên bộ cho đến ngày 25 tháng 5, khi nó được điều động xuống phía Nam cho hoạt động tương tự tại khu vực Đồng bằng sông Cửu Long, rồi đến ngày 30 tháng 5 lại được huy động quay trở ra phía Bắc để làm nhiệm vụ hỗ trợ hải pháo gần khu phi quân sự, và ở lại khu vực này cho đến ngày 1 tháng 6. Nó rời vùng chiến sự để đi sang Sasebo, Nhật Bản, đến nơi vào ngày 5 tháng 6, và được nghỉ ngơi, bảo trì và tiếp liệu. Con tàu rời cảng Sasebo vào ngày 12 tháng 6 để đi sang biển Đông, nơi nó hoạt động phối hợp cùng tàu sân bay Hancock (CVA-19) trong vịnh Bắc Bộ vào nữa sau tháng 6 và nữa đầu tháng 7. Cả hai đi sang vịnh Subic vào ngày 14 tháng 7 để bảo trì.
Rời vùng biển Philippines vào ngày 23 tháng 7, Ozbourn tiếp tục hộ tống cho Hancock quay trở lại vịnh Bắc Bộ. Vào ngày 28 tháng 7, nó được điều đến khu vực phụ cận Hòn La ngoài khơi bờ biển Bắc Việt Nam, khoảng 20 mi (32 km) về phía Bắc Đồng Hới. Chiếc tàu khu trục đã hoạt động khám xét những tàu buôn qua lại tại vùng biển Bắc Việt Nam, và ngăn chặn việc vận chuyển vũ khí và tiếp liệu. Nó làm nhiệm vụ này cho đến ngày 10 tháng 8, khi được lệnh quay trở lại vịnh Bắc Bộ hoạt động phối hợp cùng tàu tuần dương tên lửa điều khiển Long Beach (CGN-9). Nó lại được điều động sang hoạt động phối hợp cùng tàu sân bay America (CVA-66) từ ngày 13 tháng 8, và ở lại cùng America cho đến ngày 23 tháng 8, khi nó đi sang Đài Loan trong một tuần để được nghỉ ngơi, bảo trì và tiếp liệu tại cảng Cao Hùng.
Ozbourn rời vùng biển Đài Loan vào ngày 2 tháng 9, 1972 để quay trở lại vùng bờ biển Nam Việt Nam. Sau khi phải di chuyển để né tránh cơn bão Elsie, nó đi đến vịnh Bắc Bộ vào ngày 4 tháng 9 trong thành phần một đơn vị đặc nhiệm tàu khu trục, tiến hành hoạt động bắn phá bờ biển vào ban đêm xuống các mục tiêu quân sự, kho tàng và đầu mối giao thông tiếp vận đối phương. Sang giữa tháng 9, con tàu lại được huy động đến khu vực thành phố Quảng Trị không xa về phía Nam khu phi quân sự, nơi nó hỗ trợ hải pháo cho những đơn vị tác chiến trên bộ cho đến ngày 22 tháng 9. Nó lại được huy động đến khu vực Hòn La, nơi nó đã tham gia đánh chìm 50 tấn hàng tiếp liệu đối phương bị bắt được qua khám xét một tàu buôn. Đến ngày 1 tháng 10, nó di chuyển ra vịnh Bắc Bộ để tìm kiếm một máy bay không người lái bị rơi xuống biển.
Sang ngày hôm sau, 2 tháng 10, đơn vị đặc nhiệm của Ozbourn di chuyển xuống phía Nam để né tránh cơn bão Lorna. Khi quay trở lại vùng tác chiến vào ngày 3 tháng 10, nó được lệnh đi đến một vị trí tại khu vực Quảng Trị để hoạt động hỗ trợ hải pháo. Chuẩn đô đốc Kern, Tư lệnh Đội Tuần dương Khu trục Đệ Thất hạm đội, đã viếng thăm con tàu trong nhiều giờ, đang khi con tàu bắn phá những vị trí đối phương ở phía Nam khu phi quân sự. Nó ở lại khu vực này cho đến ngày 11 tháng 10, khi nó lên đường đi Hong Kong để nghỉ ngơi.
Ozbourn rời Hong Kong vào ngày 19 tháng 10 để hướng đến vịnh Subic, đến nơi vào ngày hôm sau. Sau ba ngày được bảo trì, sửa chữa và tiếp liệu, nó khởi hành từ vịnh Subic vào ngày 23 tháng 10 cho hành trình quay trở về Hoa Kỳ, trong thành phần Hải đội Khu trục 19, có Somers (DDG-34) đảm trách vai trò soái hạm và còn bao gồm Berkley (DDG-15), McCain (DDG-36) và Eversol (DD-789). Nó về đến Long Beach vào ngày 10 tháng 11. Trong lượt phục vụ cuối cùng này tại Viễn Đông trong năm 1972, chiếc tàu khu trục đã trải qua tổng cộng 181 ngày trên biển và 34 ngày trong cảng, đã bắn hơn 9.000 quả đạn pháo 5-inch, và trải qua tổng cộng 80 lượt được tiếp nhiên liệu trên đường đi, bổ sung đạn dược và tiếp liệu từ các tàu hậu cần của Đệ Thất hạm đội.
Ozbourn được cho xuất biên chế đồng thời được rút tên khỏi danh sách Đăng bạ Hải quân vào ngày 1 tháng 6, 1975. Nó được bán cho hãng General Metals tại Tacoma, Washington để tháo dỡ với trị giá 157.227 Đô-la Mỹ vào ngày 1 tháng 12, 1975.

## Phần thưởng
Ozbourn được tặng thưởng hai danh hiệu Đơn vị Tuyên dương Tổng thống Hàn Quốc do thành tích phục vụ trong Chiến tranh Triều Tiên.